# U 1024
U 1024 war ein deutsches U-Boot vom Typ VII C/41 der deutschen Kriegsmarine, das während des Zweiten Weltkriegs eingesetzt wurde. Auf seiner einzigen Unternehmung beschädigte es ein Handelsschiff mit 7176 BRT irreparabel und ein weiteres Handelsschiff mit 7200 BRT, wobei es bei beiden keine Todesopfer gab. U 1024 wurde am 12. April 1945 im Nordatlantik schwer beschädigt, wobei 9 Besatzungsmitglieder – unter ihnen Kommandant Hans-Joachim Gutteck – ums Leben kamen und 37 Mann in britische Kriegsgefangenschaft gerieten. Ein britisches Prisenkommando enterte das U-Boot und erbeutete Geheimunterlagen, doch sank das U-Boot beim Abschleppen am 13. April 1945.

## Bau und Ausstattung
U 1024 hatte an der Oberfläche eine Wasserverdrängung von 759 t und unter Wasser 860 t. Es war insgesamt 67,23 m lang, 6,2 m breit, 9,6 m hoch mit einem 50,5 m langen Druckkörper und hatte einen Tiefgang von 4,74 m. Das in der Hamburger Werft Blohm & Voss gebaute U-Boot wurde von zwei Viertakt-Dieselmotoren F46 mit je 6 Zylindern und Ladegebläse der Kieler Germaniawerft mit einer Leistung von 2060 bis 2350 kW, bei Unterwasserbetrieb mit zwei Elektromotoren GG UB 720/8 von BBC mit einer Leistung von 550 kW angetrieben. Es hatte zwei Antriebswellen mit zwei 1,23 m großen Schiffsschrauben. Das Boot war zum Tauchen bis in Tiefen von 250 m geeignet.
Das U-Boot erreichte an der Oberfläche Geschwindigkeiten von bis zu 17,7 Knoten und unter Wasser bis zu 7,6 Knoten. Aufgetaucht konnte das Schiff bei 10 Knoten bis zu 8500 Seemeilen weit fahren, untergetaucht bei 4 Knoten bis zu 80 Seemeilen. U 1024 war mit fünf 53,3 cm großen Torpedorohren – vier am Bug und eins am Heck – und vierzehn Torpedos, alternativ 26 TMA- oder TMB-Seeminen ausgestattet. Zudem war es mit einer 8,8-cm-Kanone SK C/35 mit 220 Schuss Munition, einer 3,7-cm-Flak M42 und zwei 2-cm-FlaK C/30 versehen.
Das U-Boot war zudem mit einem Schnorchel ausgerüstet, der an der Stelle des Bordgeschützes angebracht wurde.

## Mannschaft
Die Mannschaftsstärke des U-Boots betrug 44 bis 60 Mann. Bei seiner letzten Fahrt waren es 46 Mann.

## Einsatz und Ende
Nach seiner Indienststellung diente U 1024 unter dem Kommando des Kapitänleutnants Hans-Joachim Gutteck bei der in Hamburg stationierten 31. U-Flottille als Ausbildungsschiff. Im Februar 1945 wurde das U-Boot der 11. U-Flottille zugeteilt.
Am 21. Februar 1945 lief das U-Boot von Kiel aus und lief am 24. Februar 1945 in Horten in Norwegen ein, wo eine Gefechts- und Schnorchelausbildung stattfand.
Am 28. Februar 1945 lief U 1024 aus dem Hafen von Horten zu seiner ersten Einsatzfahrt aus, wobei es in der Nacht vom 1. zum 2. März 1945 im Hafen von Kristiansand noch einmal aufgetankt und mit Proviant versehen wurde. Es operierte in der Irischen See und beschädigte am 7. April 1945 das US-amerikanische Handelsschiff James W. Nesmith aus dem Geleitzug HX-346 mit einem Torpedo so schwer, dass dieses aufgegeben werden musste. Am 12. April wurde darüber hinaus das US-amerikanische Handelsschiff Will Rogers aus dem Geleitzug SC-171 mit einem Torpedo beschädigt. Auf beiden angegriffenen Schiffen gab es keine Todesopfer.
Am Abend des 12. April 1945 wurde U 1024 von der britischen Fregatte Loch Glendhu aus der 8. Eskortgruppe geortet und mit dem neu entwickelten Wasserbombenwerfer Squid angegriffen, dessen Wasserbomben trotz schadhaften 147B-ASDIC das U-Boot schwer beschädigten. Das nun wehrlose U-Boot musste drei Minuten später auftauchen und wurde von sechs britischen Kriegsschiffen unter Feuer genommen. Der Kommandant Hans-Joachim Gutteck, der als erster auf der Brücke erschien, wurde nach Angaben Überlebender von einer Granate tödlich getroffen, und auch weitere Besatzungsmitglieder starben im Geschosshagel. In britischen Berichten wird allerdings angegeben, Gutteck sei nicht durch einen Treffer der Briten gefallen, sondern habe sich selbst erschossen. Anderen Männern von U 1024 gelang es, mit ihren Schwimmwesten ins Meer zu springen. Sie wurden schnell von den Briten an Bord geholt und unter Deck gebracht. Als niemand mehr an Bord des U-Bootes war, schickte die britische Fregatte Loch More ein Prisenkommando aus, welches das U-Boot enterte und wichtige Unterlagen erbeutete. Die Loch More nahm das U-Boot in Schlepp, doch die Trosse brach im dichten Nebel, und U 1024 sank.
Von der Besatzung von U 1024 kamen durch den Beschuss vor der Enterung neun Mann ums Leben, und 37 Mann gerieten in britische Kriegsgefangenschaft. U 1024 sank am 13. April 1945 kurz nach Mitternacht auf der Position 53° 44′ N, 4° 57′ W.